# Малініна Валентина Миколаївна
Валентина Миколаївна Малініна (Єфимова) (нар. 6 лютого 1948) — українська радянська діячка, травильниця Київського науково-виробничого об'єднання «Кристал». Депутат Верховної Ради УРСР 9—10-го скликань.

## Біографія
Закінчила середню школу.
З 1967 року — робітниця-травильниця Київського науково-виробничого об'єднання «Кристал» імені Ленінського комсомолу.
Член КПРС з 1977 року.
Освіта вища.
Потім — на пенсії в місті Києві.

## Нагороди
- ордени
- медалі